# Шамуел Аба
Шамуел Аба (мађ. Aba Sámuel) (р. 900.~ 1000. замак Абаујвар - 5. јул 1044. Ђер), краљ Угарске (1041—1044).

## Биографија

### Име и порекло
Најранији извори о Шамуелу Аби увек су га спомињали под именима Аба или Шамуел, никада Шамуел Аба. У његововременским списима увек је писало краљ Аба, док је на новчаним кованицама које је он издавао писало краљ Шамуел, како је очигледно по томе он сам себе називао.. Анонимус, писац Летописа Мађара га је споменуо у приликом описа поделе земље од стране Арпада... од њих је пореклом краљ Шамуел, кога су због његовог пијетизма звали Аба....
Само име Аба је хебрејског и такође турског порекла са значењем отац, док је Шамуел хебрејског порекла. О томе којег је порекла био краљ Шамуел Аба и данас се воде полемике.
По Анонимусу, Шамуел је куманског порекла, док му хроника из 14. века даје корејско порекло. Свим овим тврдњама јесино што је заједничко је да му дају источњачко порекло. У то време само је једна позната хазарска грана живела у тим пределима тадашње Угарске. Хазари су по вери били израелити и тако су истраживачи дошли до закључка да је Шамуел Аба био Хазар са јеврејском вером.
По другим непотврђеним изворима Шамуел Аба води порекло од једне старије несторијанске хришћанске гране
Време када се родио је оријентационо и пада у период од 990. до 1000. године. По овим изворима, пре него што је крунисан за краља Угарске Шамуел је био поглавар једних од потчињених Мађарима, племена. Приликом утврђивања власти од стране Стефана I многа околна потчињена племена су морала оружјем да се смирују, међутим Шамуелово племе је дипломацијом успоставило веома добре односе са новим хришћанским краљем Угарске. Да би још више учврстио пријатељство и свој утицај, краљ Стефан је удао своју сестру, по неким изворима име јој је било Гизела, за Шамуела и припојио територије тог племена тадашњој Угарској.
Шамуел је том прииликом преузео хришћанску веру и тада је под краљем Стефаном I основана егерска бискупија и Ујварска жупанија. Краљ Стефан је тада такође Шамуелу дао титулу грофа од палатина (дворјанина), што је касније прерасло у титулу надор..

### Владавина
Претходник Шамуела Абе, Петар I Орсеоло је водио политику која је давала предност иностраним идејама. Пприликом доношења важних одлика искључио је тадашње чланове домаћег краљевског савета и уместо њих је поставио немачке и италијанске саветнике. Одузео је поседе Гизеле од Баварске, а њу је затворио у кућни притвор у један од њених замачких поседа. Почео је и да се меша у одлуке цркве, тако да је остао без икакве подршке. Незадовољство племства је довело до његовог смењивања, ап је 1041. године морао да се склони из Угарске. Заштиту је затражио од немачкога краља Хенрик III.
На упражњени престо је тада био постављен Шамуел Аба.
Шамуел је исте године послао посланицу Хенрику у Штрасбург тражећи преговоре и нудећи мир. Хенрик је међутим одбио било какве преговоре са Шамуелом. У фебруару 1042. године, Шамуелова војска је упала на територију тадашње Аустрије и продрла чак до града Тулна на Дунаву. У овим биткама Шамуелове снаге су имале половичан успех. Јужнио део војске је донекле напредовао, а северни део војске је доживео тотални пораз у сукобу са Петровим шураком грофом Адалбертом. Одлућујуча битка између Шамуелове војске и Адалбертових снага одиграла се код реке Мораве, у којој су се приликом бекства удавили многи Шамуелови војници.
Хенрик III је ујесен 1042. године кренуо у нови напад против Шамуела. Опет је Шамуелова војска поражена, а накратко је изгубио неке делове северне територије краљевине.
Следеће године је Хенрик III опет кренуо на Шамуела и потиснуо је Шамуелове снаге све до реке Раба. Увидевши да нема никакве шансе у сукобу са немачким краљем Шамуел Аба се одрекао територија које је 1030. године припојио краљ Стефан I и чак је пристао на плаћање ратне одштете. Овим су биле успостављене нове границе између ова два краљевства на рекама Лити и Морави. Међутим Шамуел је због тога изгубио подршку домаћег племства у краљевини.
Током 1044. године, племство је сковало заверу против краља, али је завера откривена. На ускрс исте године Шамуел је сазвао савет где је све заверенике похватао и убио. Овим својим поступком је изгубио подршку хришћанског клера, пре свега бискупа Гелерта, који је био најутицајнији у то време а касније је и проглашен свецем.
У јуну 1044. године здружене снаге Хенрика III и Петра I Орсеола су напале Шамуела кренувши од Дунава па на југ, истим путем као и годину раније. Главна битка се одиграла код Менфеа 5. јула 1044. године. Шамуел је након пораза своје војске морао да побегне са бојног поља и одрекне се престола.
Тадашњи извори нуде различита информације о Шамуеловој судбини. По једном извору Шамуел је био заробљен после битке и убијен од стране Петра Орсеола и Хенрика III. По другим изворима Шамуел је успео да стигне чак до реке Тисе и тамо су га ухватиле и убиле угарске снаге његових противника.
Сахрањен је у Абашарском манастиру.